# Siège de La Charité-sur-Loire
Guerre de Cent Ans
Batailles
Le siège de La Charité-sur-Loire est conduit à l'automne 1429 par Jeanne d'Arc. 
Jeanne d'Arc, pour le compte de Charles VII, tente de reprendre la ville, alors contrôlée par le capitaine Perrinet Gressart qui la tient depuis décembre 1423. 
La Charité-sur-Loire n'était pas très bien fortifiée, mais était assez ravitaillée pour résister à un long siège. Les forces de Jeanne d'Arc ne disposaient pas, de plus, d'artillerie. Le 7 novembre 1429, Jeanne demande à la ville de Clermont de lui envoyer des vivres. Deux jours plus tard, elle renouvelle sa demande. Charles II d'Albret, qui accompagnait Jeanne d'Arc, envoya lui aussi une lettre à Riom le même jour. Bourges et Orléans envoyèrent finalement des renforts ainsi que des pièces d'artillerie. Cependant, le siège fut levé un mois plus tard à cause des prémices de l'hiver rigoureux.
La ville ne sera reprise par le roi de France qu'en 1435, au prix d'une forte rançon.